# Bernard Razzano
Bernard Razzano (ur. 11 sierpnia 1963) – francuski bokser, były Mistrz Europy w kategorii junior średniej.

## Kariera zawodowa
Na zawodowstwo przeszedł w 1988 r., pokonując w swoim debiucie Kamela Meguelattiego. Zaledwie dwa tygodnie później doszło do rewanżu obydwu bokserów. Tym razem walka zakończyła się remisem po sześciu rundach.
W 1989 r. Razzano stoczył 3. pojedynki, wygrywając tylko jeden w grudniu z Carlo Angulo. W latach 1990 – 1991, Razzano walczył sześciokrotnie, czterokrotnie wygrywając. 19 czerwca 1992 r. zmierzył się z Jeanem-Claude Buchem w pojedynku o Mistrzostwo Francji w kategorii junior średniej. Razzano został zawodowym mistrzem swojego kraju, wygrywając przez techniczny nokaut w piątej rundzie.
W 1993 r. po majowym zwycięstwie nad byłym olimpijczykiem Ikleffem Hadjallą, Razzano przystąpił do pierwszej obrony Mistrzostwa Francji. 25 czerwca pokonał na punkty Guya Vaste, broniąc tytuł po raz pierwszy. 5 października 1993 r., Razzano zmierzył się z rodakiem Laurentem Boudouanim w pojedynku o Mistrzostwo Europy w kategorii junior średniej. Skazywany na porażkę Razzano zdobył tytuł, wygrywając przed czasem w ósmym starciu. Razzano utracił tytuł już w pierwszej obronie, przegrywając w styczniu 1994 r. z Javierem Castillejo. Ostatnią walkę stoczył 6 stycznia 1995 r., przegrywając jednogłośnie na punkty z Thierrym Trevillotem.